# Daemonia
I Daemonia sono un gruppo musicale rock progressivo italiano fondato nel 1999.

## Storia
La band si forma attorno alla figura di Claudio Simonetti, tastierista e compositore dei Goblin, nota per le collaborazioni alle colonne sonore dei film del regista Dario Argento. Simonetti costruisce i Daemonia con l'aiuto di giovani musicisti della scena metal romana: il chitarrista Bruno Previtali, il bassista Federico Amorosi e il batterista Titta Tani quest'ultimo noto anche per essere stato il cantante di DGM e batterista dei Necrophagia. Dal 2009 i Daemonia sono accompagnati dalla cantante Silvia Specchio, la quale raggiunge la band sul palco per l'esecuzione di alcuni brani. Nel 2010, il bassista Federico Amorosi viene sostituito da Silvio Assaiante.
Gran parte del repertorio della band è costituito da temi appartenenti dalle colonne sonore dei film di Dario Argento, ai quali vanno aggiunti quelli tratti da altri film horror quali Halloween, L'esorcista o Dèmoni. Nel repertorio trovano anche spazio la cover di Gamma, sigla scritta per l'omonimo sceneggiato televisivo dal padre Enrico Simonetti e la Toccata e fuga in re minore di Johann Sebastian Bach.
Con l'arrivo di Silvia Specchio (già protagonista nel musical tratto da Profondo rosso) nel repertorio sono state aggiunte alcune canzoni scritte dalla cantante e la cover di Nemo, dei Nightwish.
Rispetto alle versioni originali, i brani dei Goblin sono suonati con sonorità prossime al progressive metal, mentre le cover sono dei veri e propri riarrangiamenti
I Daemonia hanno pubblicato l'album dal vivo Live... or Dead ed un dvd dalla loro esibizione al festival prog di Los Angeles.
Federico Amorosi, Titta Tani e Bruno Previtali nel 2008 partecipano come attori al cortometraggio Bolle diretto da Sergio Stivaletti e Agnese Luzi con Alessandra Carlesi, Riccardo Serventi Longhi e Antonio Fazio.
L'8 luglio 2009, come concerto inaugurale Traffic - Torino Free Festival, i Daemonia si sono esibiti in piazza C.L.N. a Torino, ovvero la stessa piazza in cui si svolgono alcune delle scene principali di Profondo rosso. Per l'occasione, la band ha eseguito dal vivo la colonna sonora del film, che nel frattempo veniva proiettato su un maxi schermo alle sue spalle. La serata è stata presentata da Dario Argento in persona.
Il 16 ottobre 2010 hanno partecipato alla manifestazione Musica da film-tributo a Pino Rucher. La manifestazione è stata patrocinata dai comuni di San Nicandro Garganico e di Manfredonia.

### La trasformazione in Claudio Simonetti's Goblin
Dal 2010 l'attività del gruppo si dirada a causa della costituzione di una incarnazione dei Goblin, chiamata New Goblin: nel gruppo confluiscono tre membri storici (Massimo Morante, Maurizio Guarini e Claudio Simonetti) più due membri dei Daemonia (Titta Tani alla batteria e Bruno Previtali, curiosamente al basso e non alla chitarra).
Questa incarnazione, che si contrappone ai Goblin Re-Birth (composta dagli altri membri storici dei Goblin, Fabio Pignatelli e Agostino Marangolo, più tre nuovi musicisti), sopravvive fino agli inizi del 2014 allorquando nasce una terza incarnazione composta da Guarini, Morante, Pignatelli, Marangolo (i Back To The Goblin del 2009).
I quattro si accordano con Simonetti affinché possano fregiarsi dello storico pseudonimo. A sua volta, il tastierista è autorizzato a presentare una sua formazione alternativa chiamata Goblin Re-loaded poi Claudio Simonetti's Goblin (sebbene su Facebook, il quartetto si presenti come New Goblin, utilizzando le coordinate che furono di quella incarnazione).
Questa band presenta un organico che è lo stesso della prima incarnazione dei Daemonia: Claudio Simonetti, Bruno Previtali, Federico Amorosi e Titta Tani. La formazione nel tempo cambierà fino ai giorni nostri, nei quali oltre a Simonetti sono presenti Daniele Amador, Cecilia Nappo e Federico Maragoni.

## Formazioni

### Daemonia (fino al 2013)
- Claudio Simonetti - tastiere
- Bruno Previtali - chitarra
- Silvio Assaiante - basso (dal 2010)
- Titta Tani - batteria
- Nicola Distaso - chitarra (fino al 2009)
- Federico Amorosi - basso (fino al 2010)
- Silvia Specchio - Voce (in alcuni brani)

### Claudio Simonetti's Goblin
- Claudio Simonetti - tastiere
- Bruno Previtali - chitarra
- Federico Amorosi - basso
- Titta Tani - batteria

#### Dal 2020
- Claudio Simonetti - tastiere
- Daniele Amador - chitarra
- Cecilia Nappo - basso
- Federico Maragoni - batteria

## Discografia

### Daemonia
- 2000 - Dario Argento Tribute (Sony) raccolta
- 2001 - Live... or Dead (Deep Red/Cineforum Records) live album
- 2003 - Live in Tokyo (Belle Antique)
- 2006 - Dario Argento Tribute Live in Los Angeles (Deep Red)
- 2013 - Zombi / Dawn Of The Dead (Black Widow Records)

### Claudio Simonetti's Goblin
- 2014 - The Murder Collection
- 2015 - Horror Box